# Жозе Мамеде
Жозе Мамеде (порт. José Mamede, нар. 24 лютого 1974, Алкасер-ду-Сал) — португальський футболіст, що грав на позиції півзахисника.
Виступав, зокрема, за клуб «Віторія» (Сетубал).

## Ігрова кар'єра
У дорослому футболі дебютував 1994 року виступами за команду «Жувентуде де Евора», в якій провів один сезон, взявши участь у 30 матчах чемпіонату. 
Своєю грою за цю команду привернув увагу представників тренерського штабу клубу «Віторія» (Сетубал), до складу якого приєднався 1995 року. Відіграв за клуб з Сетубала наступні п'ять сезонів своєї ігрової кар'єри. Більшість часу, проведеного у складі «Віторії», був основним гравцем команди.
Згодом з 2000 по 2008 рік грав у складі команд «Реджина», «Мессіна», «Дженоа», «Перуджа» та «Салернітана».
Завершив ігрову кар'єру у команді «Потенца», за яку виступав протягом 2008—2009 років.